# EMD SD89MAC
EMD SD89MAC — шестиосный тепловоз с электрической передачей производства General Motors Electro-Motive Division. Является самым большим, наряду с SD80MAC и SD90MAC, однодвигательным тепловозом из выпускаемых компанией. По своим размерам он уступает лишь двухдвигательным тепловозам серии DD. Он оборудован радиально-управляемыми тележками и тяговыми двигателями переменного тока. Для уменьшения вибрации внутри кабины тепловоза она изолирована и установлена на амортизаторы.

## История
SD89MAC является менее мощной версией тепловоза SD90MAC для возможной замены тепловозов серии SD70. Прототип был построен в единственном экземпляре, но в серийное производство он не поступил.